# Federico Halbherr
Federico Halbherr, né le 15 février 1857 à Rovereto et mort le 17 juillet 1930 à Rome, est un archéologue et épigraphiste italien.

## Biographie
Élève de Domenico Comparetti à Florence, il voyage dès 1883 à Athènes, où il est remarqué pour ses talents d'épigraphiste. En 1884, il part en Crète et y découvre l'inscription de l’ekklesiasterion de Gortyne. Jusqu'en 1888, il effectue ainsi, avec des fonds privés, de nombreux voyages en Crète, découvrant la grotte de l'Ida avec ses bronzes orientalisants et les inscriptions du temple d'Apollon Pythien et se livrant à de majeures observations topographiques. Il a coécrit quelques ouvrages avec Margherita Guarducci, qui fut son élève. Membre de la Société archéologique américaine, il séjourne de nouveau en Crète en 1893-1894, où il se consacre à la sauvegarde de l'inscription de Gortyne, qu'il relève pour le Corpus. Il est mis en 1899 à la tête de la Mission archéologique italienne en Crète (it) et y travaille avec Gaetano De Sanctis et Luigi Savignoni. Leurs recherches évoluent vers Phaistos et Haghia Triada.

## Carrière

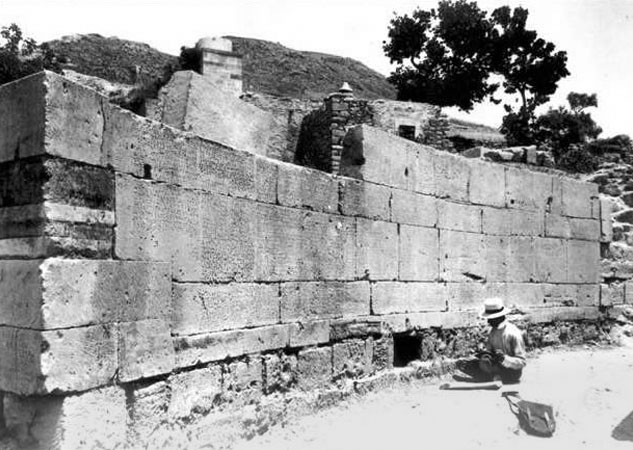
Habherr à Gortyne

En 1899, Halbherr établit un plan de fouille à Cyrène en Libye, où il se rend en 1910. Il organise ensuite le service archéologique de Libye. Halbherr effectua d'importantes fouilles à Phaistos, Gortyne et Aghia Triada.

## Travaux et publications

### Travaux en collaboration
- Federico Halbherr, Ernst Fabricius, & Domenico Comparetti, Leggi antiche della città di Gortyna in Creta. Firenze (Torino, Roma) : Loescher, 1885
- Federico Halbherr & Domenico Comparetti, Relazione sui nuovi scavi eseguiti a Gortyna presso il Letheo ; Iscrizioni arcaiche rinvenute nei medesimi ; Iscrizioni di varie citta cretesi. Firenze : Tip. Bencini, 1887
- Federico Halbherr & Paolo Orsi, Antichità dell'antro di Zeus Ideo e di altre località in Creta, descritte ed illustrate da F. Halbherr e P. Orsi. Firenze (Torino, Roma) : Loescher, 1888
- Federico Halbherr, Lavori eseguiti in Creta dalla missione archeologica italiana dal 9 giugno al 9 novembre 1899. Roma : Tipografia della Reale Accademia dei Lincei, 1899
- Federico Halbherr, Relazione sugli scavi del tempio d'Apollo Pythio in Gortyna e nuovi frammenti d'iscrizioni arcaiche trovati nel medesimo. Roma : Tipografia della Reale Accademia dei Lincei, 1889
- Federico Halbherr, Lavori eseguiti dalla missione archeologica italiana ad Haghia Triada e nella necropoli di Phaestos dal 15 maggio al 12 giugno 1902. Roma : Tipografia della Reale Accademia dei Lincei, 1902
- Federico Halbherr, Rapporto alla presidenza del R. Istituto lombardo di scienze e lettere sugli scavi eseguiti dalla missione archeologica ad Haghia Triada ed a Festo nell'anno 1904. Milano : Ulrico Hoepli edit., 1905
- Federico Halbherr, Lavori eseguiti dalla missione archeologica italiana in Creta dal 15 dicembre 1903 al 15 agosto 1905 : relazione del prof. Federico Halbherr a Luigi Pigorini. Roma : Tipografia della Reale Accademia dei Lincei, 1906
- Federico Halbherr & Luigi Savignoni, Resti dell'eta micena scoperti ad Haghia Triada presso Phaestos : rapporto delle ricerche del 1902. Roma : Tipografia della Reale Accademia dei Lincei, 1903

### Travaux avec Margherita Guarducci
- Federico Halbherr & Margherita Guarducci, Inscriptiones Creticae opera et consilio Friderici Halbherr collectae. 1., Tituli Cretae mediae praeter Gortynios; 2., Tituli Cretae occidentalis / curavit Margarita Guarducci. Roma : Istituto Poligrafico dello Stato, Libreria, 1935, 1939
- Federico Halbherr & Margherita Guarducci, Inscriptiones creticae opera et consilio Friderici Halbherr collectae. 3., Tituli Cretae orientalis, curavit Margarita Guarducci. Roma : Istituto Poligrafico dello Stato, Libreria, 1942
- Federico Halbherr & Margherita Guarducci, Inscriptiones Creticae opera et consilio Friderici Halbherr collectae. 4., Tituli Gortynii, curavit Margarita Guarducci. Roma : Istituto Poligrafico dello Stato, Libreria, 1950
- Federico Halbherr & Margherita Guarducci, Inscriptiones Creticae,(I: Tituli cretae mediae praeter Gortynios; II Tituli Cretae occidentalis; III Tituli Cretae orientalis; IV Tituli Gortynii, opera et consilio Friderici Halbherr collectae ; curavit Margarita Guarducci. Roma : Istituto Poligrafico dello Stato, Libreria, 1935-1950

### Lettres
- Silvio Accade (ed.), Federico Halbherr e Gaetano De Sanctis pionieri delle missioni archeologiche italiane a Creta e in Cirenaica : dal carteggio De Sanctis 1909-1913. Roma : La Roccia, 1984
- Silvio Accade (ed.), Federico Halbherr e Gaetano De Sanctis : nuove lettere dal carteggio De Sanctis 1892-1932. Roma : Don Bosco, 1986